# 李施愛之亂
李施愛之亂是1467年（朝鮮世祖13年）5月咸鏡道地方發生的叛亂，也是朝鮮王朝前期最大的民亂，民衆被廣泛卷入，宮中重臣亦被牽連，是世祖晩年最大的政治危機。

## 概要
事件的直接發端，是世代為當地豪族的李施愛的祖父被訪問吉州的咸吉道節度使康孝文殺害引起。咸鏡道因屬靠近兀狄哈的邊境要衝地帶，當地居民負擔很大，世祖中央集權的實施引起反彈，大規模參與李施愛的反叛。
而另一方面，李施愛也告發世祖兩位腹心大臣韓明澮與申叔舟企圖謀反，事件波及政府内部，兩位大臣被拘禁至叛亂結束。叛亂分子遭到意想不到的阻力，世祖後來任命龜城君李浚為總司令官（咸吉江原平安黄海四道兵馬都總使）、康純（鎮北将軍）、南怡派遣大規模鎮壓軍至咸鏡道平亂。 3個月以後，因李施愛的下屬叛逆，他被抓住終止了叛亂。
叛亂平定後，韓明澮與申叔舟繼續受重用，而鎮壓一方之亂有功的龜城君與南怡也抬頭，造成後來勋臣與王族政治對立。
此外，儘管咸鏡道是朝鮮太祖的龍興之地，但在此之後，東北邊疆咸鏡道是作為一個“被遺忘的土地，直到朝鲜王朝結束也是化外之地。